# Saint-Germain-la-Ville
Saint-Germain-la-Ville é uma comuna francesa na região administrativa de Grande Leste, no departamento de Marne. Estende-se por uma área de 11,74 km². Em 2010 a comuna tinha 687 habitantes (densidade: 58,5 hab./km²).